# 石門心學
石門心学（せきもんしんがく）是日本江戶時代中期的思想家石田梅岩（1685年 - 1744年）開祖的一個倫理學支派。這個派別吸收了宋明理學（特別是明朝時的心學）、禪宗与武士道，提出四民应以武士为学习对象，认为人应努力工作不能游手好闲。
这种理论也是日本工业化与经济成长基础，在江戶時代後期於日本全國大流行，但到明治維新後衰退。松下幸之助也信仰这哲学。

## 概要
石門心學的思想是一種把日本神道、儒教、佛教三教合一説為基盤的思想學說。這個學說的基礎認為：實踐道德的根本，在於天地歸心。獲得天地之心，就不再有私心，達至無心，這樣就會行仁義。而這樣就可以得到最受尊重的正直之德。
石門心學一般會在心學講舍內演說，包括有以一般民眾為演說對象的道話（どうわ）講釋，還有讓心學者修業（会輔）的時間。最早的心學講舍是明和2年（1765年）由手島堵庵開設的五樂舍，最盛期時，全日本有超過180所心學講舍。

## 主要的心学者
- 石田梅岩（いしだばいがん）
- 手島堵庵（てじまとあん）
- 布施松翁（ふせしょうおう）
- 中澤道二（なかざわどうに）
- 上河淇水（うえかわきすい）
- 柴田鳩翁（しばたきゅうおう）

## 主要的心学講舍

### 京都
- 五樂舍
- 修正舍
- 時習舍
- 明倫舍
- 恭敬舍

### 大坂
- 明誠舍

### 江戶
- 参前舍

### 兵庫
- 中立舍

## 參看
- 通俗道德
- 民眾思想史
- 二宮尊德
- 大原幽学
- 食行身禄